# 島原中央道路
島原中央道路（しまばらちゅうおうどうろ）は、長崎県島原市秩父が浦町から長崎県島原市下折橋町に至る総延長4.5 kmの道路である。当道路は、国道251号バイパスとして指定されている。2012年（平成24年）10月8日に全線開通した。地域高規格道路である島原道路（しまばらどうろ）を構成する。通行料金は無料。

## インターチェンジ・橋梁・トンネル
北部
- 島原IC（がまだすロード）
  - 下折橋高架橋（しもおりはし、59.40 m）
  - 萩ヶ丘高架橋（はぎがおか、66.50 m）
  - まゆやまトンネル（905.00 m）
  - 白水高架橋（しらみず、224.50 m）
  - 新湊高架橋（しんみなと、44.7 m）
    - 新湊高架橋Aランプ（35.80 m）
    - 新湊高架橋Bランプ（49.10 m）
- 島原外港IC（島原市道親和町・湊広場線）- 計画段階の仮称は島原南ICであった。
  - 親和町高架橋（しんわまち、102.00 m）
  - 秩父が浦跨道橋（ちちぶがうら、34.7 m）
- 島原南IC（国道251号島原深江道路）- 計画段階の仮称は秩父が浦ICであった。

南部

## 沿線・周辺
- 島原総合運動公園
- ひょうたん池公園